# Виноградський Максим Павлович
Максим Павлович Виноградський (27 листопада 1946 в селищі міського типу Борова Харківської області) — член партії «Україна — вперед!»; пенсіонер; колишній народний депутат України.
Народився в сім'ї шахтаря, українець, освіта вища, юрист, Академію МВС СРСР.
Студент Ростовського фінансово-економічного технікуму.
Служба в Радянській Армії.
Курсант Саратовської школи міліції РРФСР.
Працював в органах внутрішніх справ на Півночі СРСР.
1980 Начальник відділу внутрішніх справ виконкому Ленінської районної Ради народних депутатів м. Миколаїв.
Член КПРС, член РК КПУ ; депутат районної Ради.
Висунутий кандидатом у Народні депутати трудовим колективом Ленінського райвідділу внутрішніх справ.
18.03.1990 обраний Народним депутатом України, 2-й тур 46,36% голосів, 5 претендентів.
- м. Миколаїв
- Ленінський виборчий округ N 282

- Дата прийняття депутатських повноважень: 15.05.1990 р.
- Дата припинення депутатських повноважень: 10.05.1994 р.

Входив до фракції «Нова Україна».
Член Комісії ВР України з питань правопорядку та боротьби із злочинністю.
Нагороджений медалями.
Одружений, має дітей.